# Heidelberg (Gauteng)
Heidelberg ist eine Stadt in der südafrikanischen Provinz Gauteng. 2011 hatte sie 35.563 Einwohner. Die Stadt ist Verwaltungssitz der Gemeinde Lesedi (Sesotho lesedi, „Licht“) im Distrikt Sedibeng. Sie liegt in der Nähe des Suikerbosrand Nature Reserves. Die Fernstraße N3 von Johannesburg nach Durban führt nahe an Heidelberg vorbei. Die Stadt liegt etwa 50 Kilometer südöstlich von Johannesburg nahe der Grenze zur Provinz Mpumalanga.

## Geschichte
1862 errichtete der Deutsche Heinrich Julius Ueckermann eine Handelsstation, um die sich mit der Zeit die Stadt Heidelberg entwickelte, die Uekermann nach seinem deutschen Studienort Heidelberg benannte. 1866 erhielt der Handelsposten Stadtrechte.
Heidelberg spielte eine gewichtige Rolle in der Geschichte Südafrikas. Die Stadt fungierte im ersten Unabhängigkeitskrieg (1880/81), dem so genannten Ersten Burenkrieg mit dem Vereinigten Königreich von Großbritannien und Irland unter dem Triumvirat von Paul Kruger, Petrus Jacobus Joubert und Marthinus Wessel Pretorius von 1880 bis 1883 als Hauptstadt der Südafrikanischen Republik, einer der Burenrepubliken.
Der Goldrausch erfasste ab 1885 auch Heidelberg am Rand des Goldgürtels und bescherte der Stadt eine bescheidene Blütezeit.
Während des Zweiten Burenkrieges (1899–1902) wurde von den Briten zur Festsetzung von Burenfrauen und -kindern in der Stadt ein Konzentrationslager errichtet.
Heidelberg war von 1916 bis 1929 Heimatstadt des südafrikanischen Dichters Andries Gerhardus Visser. Dessen Wohnhaus steht noch, kann aber nur von außen besichtigt werden.
Am 27. Juli 1927 ereignete sich bei Heidelberg ein schwerer Eisenbahnunfall, als ein nach Süden fahrender Güter- und ein von Durban nach Johannesburg fahrender Personenzug frontal zusammen stießen. 29 Menschen starben, 54 wurden darüber hinaus verletzt.

## Politik
Heute ist Busi Modisakeng Oberbürgermeisterin der Stadt. Im Oktober 2006 unterzeichnete sie bei einem Besuch im deutschen Heidelberg gemeinsam mit Oberbürgermeisterin Beate Weber einen Freundschaftsvertrag („Charta der Freundschaft“). Beate Weber wurde zur Ehrenbürgerin der Stadt Heidelberg (Gauteng) ernannt, eine Ehre, die sie nur mit Nelson Mandela teilt.

## Wirtschaft
Die Stadt beherbergt mit der Rinderaufzuchtfarm Karan Beef die größte Rinderfarm in der südlichen Hemisphäre.

## Kultur
Die Corroboration Gumboot Dance Company ist eine Jugendgruppe für Gummistiefel-Tanz aus dem Township Ratanda, einem Vorort von Heidelberg. Es ist die Tanzgruppe der Corroboration Cultural Group.

## Sehenswürdigkeiten

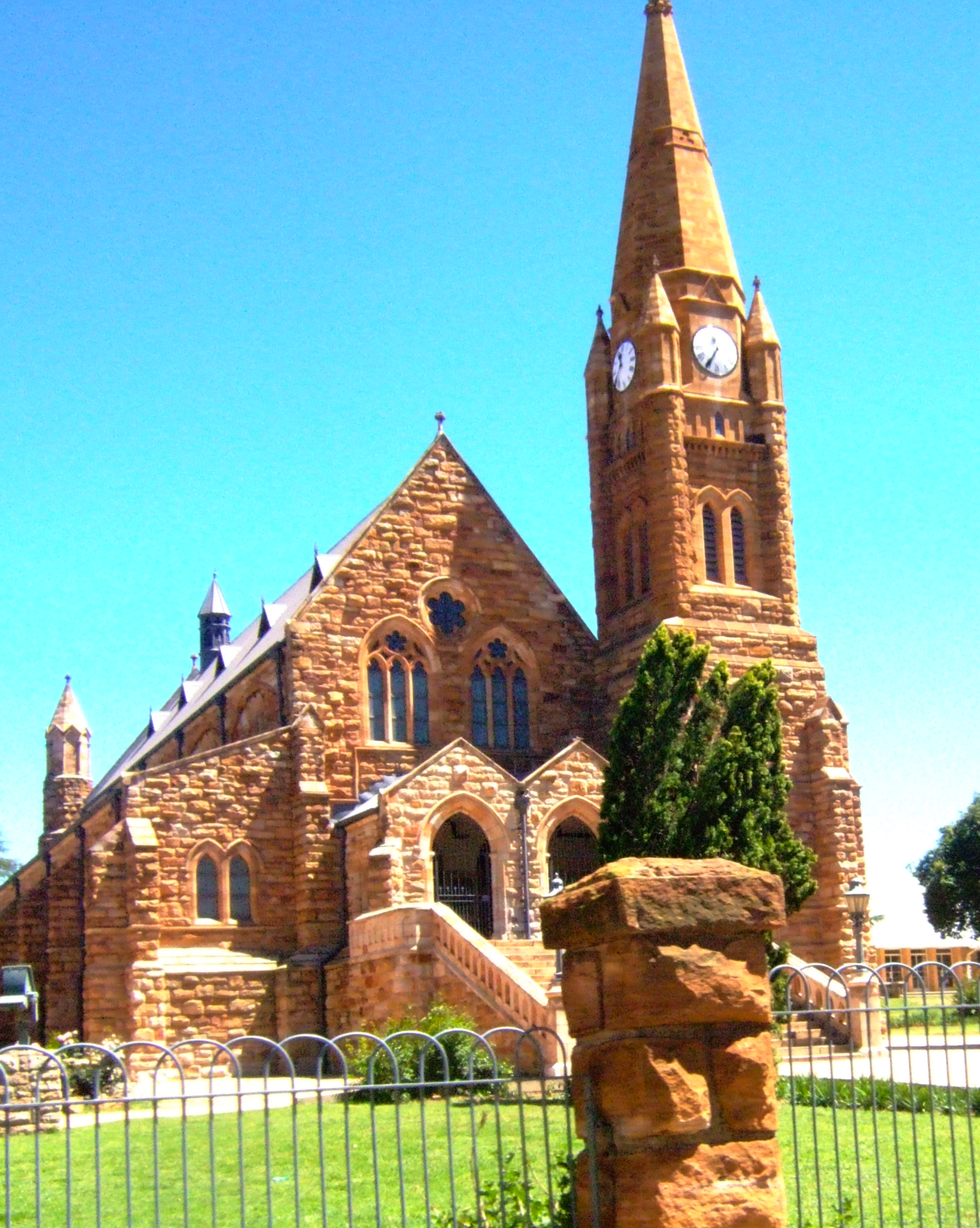
Blick vom Rathaus auf die Klipkerk

### Klipkerk
Die Klipkerk gilt als Wahrzeichen der Stadt; der Name bedeutet „Steinkirche“. Der Grundstein zur Kirche wurde 1890 – 25 Jahre nach der Stadtgründung – gelegt.

### Suikerbosrand Nature Reserve
Das nahegelegene Reservat auf dem Highveld liegt am Suikerbosrand („Zuckergipfel“, 1903 m). Es gibt zahlreiche Camping- sowie Picknick- und Grillplätze und Wanderwege. Der Park ist rund 13.000 Hektar groß und beherbergt unter anderem Zebras, mehrere Antilopenarten und Weißschwanz-Gnus sowie über 200 Vogelarten.

### Das alte Gefängnis
Das Gebäude wurde 1888 erbaut und diente zunächst als Hospital und Armenhaus. Als 1963 ein neues Gefängnis gebaut wurde, stand es jahrelang leer. Später wurde es renoviert.

### AG Visser Haus
In der Van der Westhuizen Street liegt das Wohnhaus von Andries Gerhardus Visser, das man von außen besichtigen kann. Er hatte hier auch seine Arztpraxis.

### Friedhof des Konzentrationslagers
Hier liegen Frauen und Kinder begraben, die in den Konzentrationslagern starben, die von den Engländern während des Zweiten Burenkrieges errichtet worden waren.

### Diepkloof Farm Museum
Das 1850 erbaute und renovierte Farmhaus kann besichtigt werden. Es liegt etwa 20 Kilometer von Heidelberg entfernt an der Straße nach Nigel.

### Heidelberg Transport Museum
Im Sandsteingebäude des alten Bahnhofs (gebaut 1895) wird seit 1975 hier von der Firma Rembrandt group ein Museum betrieben.

### Bakoond
Während des Zweiten Burenkrieges versteckten die Buren ihre Wasserquelle vor den britischen Truppen, wodurch sie sich ihre Wasserversorgung sicherten.

## Söhne und Töchter der Stadt
- Godfrey Khotso Mokoena (* 1985), Leichtathlet